# ジョン・セリー

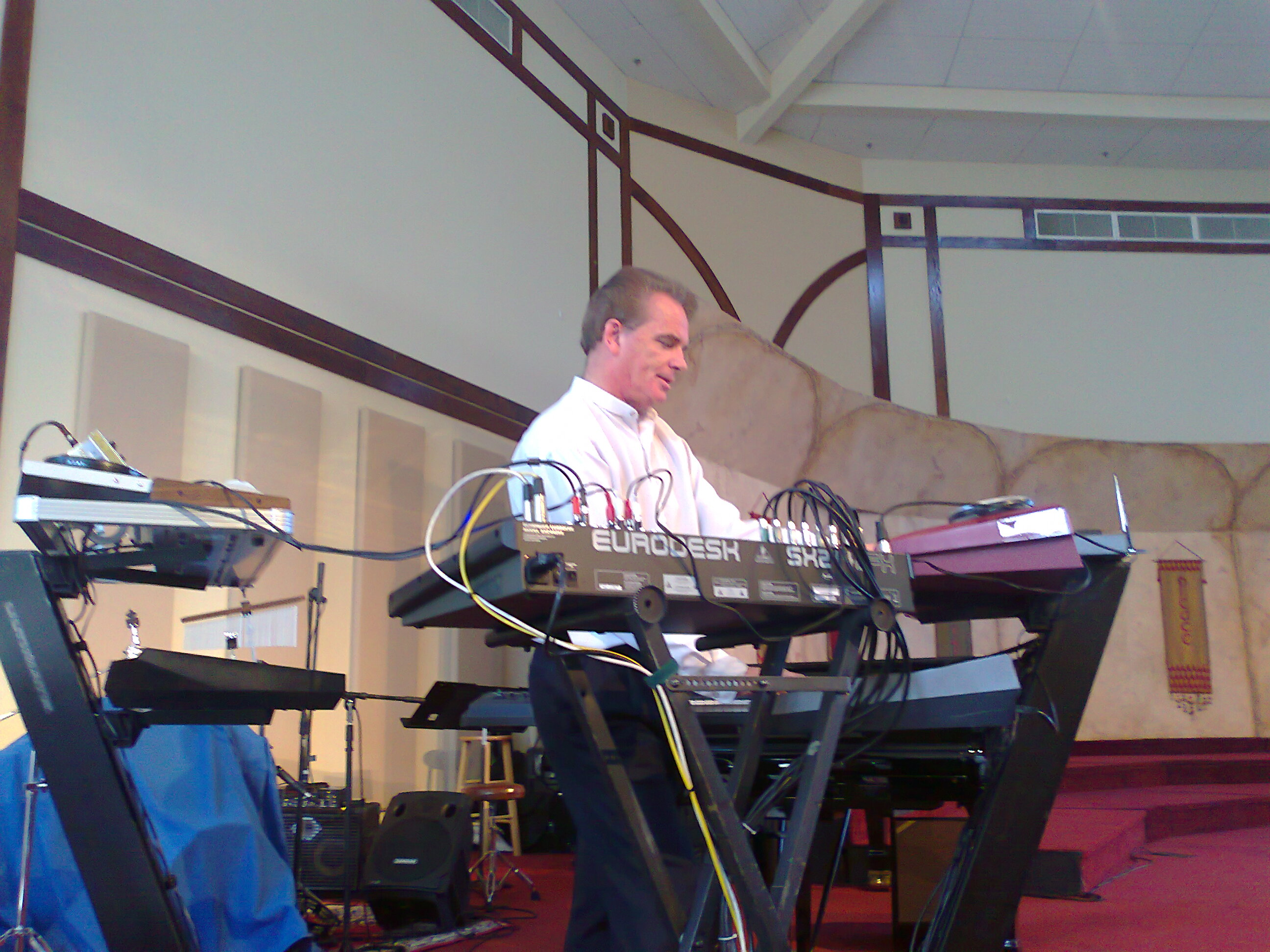
ジョン・セリー

ジョン・セリー（Jonn Serrie, ）はアンビエント・ミュージックの一ジャンルである「スペース・ミュージック」の第一人者である。
彼は十数枚のアルバムをリリースしており、ルーカスフィルム、NASA、アメリカ海軍、ヘイドン・プラネタリウム(ニューヨーク)、セビリア万博、CNN等の様々なプロジェクトに参加している。

## 主な作品
- "And The Stars Go With You"(1987年)
- "Midnight Century" (1993年)
- "Planetary Chronicle Volume2"(1994年)
- "The Stargazer's Journey"(2003年)
- "Epiphany :Meditations on Sacred Hymns"(2005年)